# Lisa Robin Kelly
Lisa Robin Kelly (* 5. März 1970 in Southington, Connecticut; † 14. August 2013 in Altadena, Los Angeles County, Kalifornien) war eine US-amerikanische Schauspielerin.

## Leben und Karriere
Kelly wuchs in Toledo, Ohio auf. Dort spielte sie in verschiedenen Theaterproduktionen, bevor sie mit ihrer Mutter nach Chicago zog. Hier studierte sie an der Chicago Academy of the Arts. Nach ihrem Abschluss mit Schwerpunkt Opera und Theater zog sie nach Kalifornien und übernahm mehrere kleine Rollen.
Bekannt wurde sie vor allem durch ihre Rolle als Laurie Forman in der erfolgreichen Fernsehserie Die wilden Siebziger. Sie wurde während der 3. Staffel aufgrund von Alkohol- und Drogenproblemen entlassen. Später gab sie an, sie habe mit dem Trinken begonnen, nachdem sie eine Fehlgeburt erlitten hatte. Die Produzenten machten ihr gegen Ende der 5. Staffel erneut ein Angebot, entließen sie jedoch nach wenigen Folgen wieder, da sie ihren Alkoholismus nicht überwinden konnte und daher zu unzuverlässig war. Ihre Rolle wurde fortan von der Schauspielerin Christina Moore verkörpert.
Im August 2010 wurde Kelly wegen Fahrens unter Einfluss psychoaktiver Substanzen verhaftet. Da sie im Zuge der Verhandlung auf schuldig plädierte, wurde sie im November des Jahres auf Bewährung freigelassen. Ende März 2012 wurde sie wegen Körperverletzung an ihrem Lebenspartner erneut verhaftet; gegen eine Kaution von 50.000 US-Dollar kam sie wieder frei.
Kelly engagierte sich für Organisationen wie Hollygrove, Sierra Club und PETA. Sie starb am 14. August 2013 in der  Entzugsklinik Pax House Recovery in Altadena an einem Herzstillstand. Dort hatte sie sich kurz zuvor selbst wegen ihrer Alkoholabhängigkeit einweisen lassen. Die Autopsie ergab als Todesursache eine Drogenüberdosis und eine Alkoholvergiftung.

## Filmografie
- 1994: Opfer seiner Wut (Cries Unheard: The Donna Yaklich Story)
- 1995: Hell’s Passion (Payback)
- 1995: Spring Fling – Frühling in Watercrest (Spring Fling!)
- 1995: Fast Forward
- 1995: Drohung aus dem Dunkeln (Terror in the Shadows)
- 1996: Amityville – Das Böse stirbt nie (Amityville Dollhouse)
- 1996: Suddenly
- 1996: Zeit der Sehnsucht (Days of Our Lives)
- 1997: Performance Anxiety
- 1997: Alone
- 1998: Terminal Force II (The Survivor)
- 1998: Kids & Company – Kinder haften für ihre Eltern (Young Hearts Unlimited)
- 1999: Kill the Man – Vom Kopiertrottel zum Millionär (Kill the Man)
- 1999: Der zuckersüße Tod (Jawbreaker)
- 1999: Clubland
- 1999: Mit Vollgas durch die Nacht (Late Last Night)
- 2002: Alikes
- 1998–2003: Die wilden Siebziger (That '70s Show)
- 2005: The Food Chain: A Hollywood Scarytale

### Gastauftritte
- 1992: Eine schrecklich nette Familie (Married with Children), Folge 7.8 (Kelly Doesn’t Live Here Anymore)
- 1994: Palm Beach-Duo (Silk Stalkings), Folge 3.12 (Killer Cop)
- 1994: Renegade – Gnadenlose Jagd (Renegade), Folge 2.19 (Sheriff Reno)
- 1995: Platypus Man, Folge 1.4 (NYPD Nude)
- 1995: Ein Strauß Töchter (Sisters), Folge 6.5 (Deceit)
- 1995: Murphy Brown, Folge 8.7 (The Feminine Critique)
- 1996: Akte X – Die unheimlichen Fälle des FBI (The X Files), Folge 3.13 (Syzygy)
- 1996: Silver Girls (Hope & Gloria), Folge 2.19 (Sit Down, You’re Rockin’ the Funicular)
- 1997: Eine schrecklich nette Familie (Married with Children), Folge 11.14 (Breaking Up Is Easy to Do: Part 1)
- 1997: Jenny, Folge 1.5 (A Girl’s Gotta Live in the Real World)
- 1998: Poltergeist – Die unheimliche Macht (Poltergeist: The Legacy), Folge 3.10 (Hell Hath No Fury)
- 1998: Fantasy Island, Folge 1.1 (Pilot)
- 1998: Buddy Faro, Folge 1.4 (Ain’t That a Kick in the Head)
- 1998: Das Netz: Doppeltes Spiel (The Net), Folge 1.14 (Lucy’s Life)
- 1999: Charmed – Zauberhafte Hexen (Charmed), Folge 1.21 (Love Hurts)